# Кучкинское Лесничество
Кучкинское Лесничество (мар. Кучка лесничестве) — посёлок в Медведевском районе Марий Эл Российской Федерации. Входит в состав Азяковского сельского поселения.

## География
Посёлок находится на расстоянии 14 км к юго-западу от посёлка городского типа Медведево, административного центра района.

### Часовой пояс
Посёлок Кучкинское Лесничество, как и вся Республика Марий Эл, находится в часовой зоне МСК (московское время). Смещение применяемого времени относительно UTC составляет +3:00.

## История
История посёлка начинается с образования предприятия по охране леса и лесозаготовкам.

## Население
| 2010 | 2013 | 2014 | 2016 | 2018 | 2021 |
| ---- | ---- | ---- | ---- | ---- | ---- |
| 17   | ↘13  | ↘11  | →11  | →11  | ↘10  |

### Национальный состав
Национальный состав на 1 января 2014 года::
| Национальность | Численность, чел. | Доля    |
| -------------- | ----------------- | ------- |
| всего          | 11                | 100,0 % |
| Марийцы        | 6                 | 54,5 %  |
| Русские        | 5                 | 45,5 %  |

## Инфраструктура
Улично-дорожная сеть посёлка имеет грунтовое покрытие. Централизованное водоснабжение и водоотведение отсутствует. Дома не газифицированы.